# Cryin'
Cryin' är en powerballad av Aerosmith skriven av Steven Tyler, Joe Perry och Taylor Rhodes. Låten var den fjärde singeln från deras framgångsrika studioalbum Get a Grip från 1993, och var med i top 40 på Billboard Hot 100 i 20 veckor med bästa placering #12. I musikvideon finns skådespelaren Alicia Silverstone med som även fick sitt genombrott i videon. Videon blev populär och tog hem 3 MTV Video Music Awards bland annat för bästa video. B-sida var sången Head First.